# Nannocyrtopogon vanduzeei
Nannocyrtopogon vanduzeei là một loài ruồi trong họ Asilidae. Nannocyrtopogon vanduzeei được Wilcox & Martin miêu tả năm 1936. Loài này phân bố ở vùng Tân Bắc giới.